# Ootua
Ootua is een geslacht van rechtvleugeligen uit de familie veldsprinkhanen (Acrididae). De wetenschappelijke naam van dit geslacht is voor het eerst geldig gepubliceerd in 1927 door Uvarov.

## Soorten
Het geslacht Ootua  is monotypisch en omvat slechts de volgende soort:
- Ootua antennata (Uvarov, 1927)